# Cliff Avril
Clifford Samuel Avril (Jacksonville, 8 aprile 1986) è un ex giocatore di football americano statunitense che ha militato nel ruolo di defensive end nella National Football League (NFL). Fu scelto nel corso del terzo giro (92º assoluto) del Draft NFL 2008 dai Detroit Lions. Al college ha giocato a football all'Università Purdue.

## Carriera

### Detroit Lions

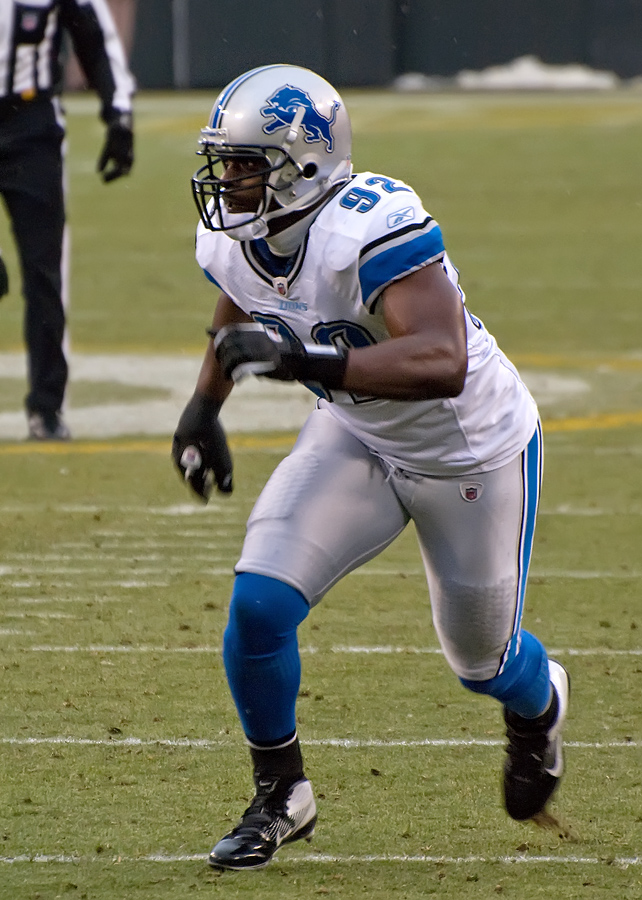
Avril nel 2012 coi Lions

Avril fu scelto nel terzo giro del Draft 2008 dai Detroit Lions, firmando un contratto triennale del valore di 1,634 milioni di dollari. Nella sua stagione da rookie mise a segno 23 tackle e 5 sack, venendo inserito nell'All-Rookie team di The Sporting News. Nel 2009 le statistiche del giocatore migliorarono mettendo a segno 18 tackle e mezzo sack in più dell'annata precedente. Nel 2010, Avril fece registrare 33 tackle e 8,5 sack. Nella stagione 2011, Cliff disputò per la prima volta tutte le 16 gare della stagione regolare come titolare, terminando con 36 tackle e il primato della squadra di 11 sack. Avril forzò più fumble di ogni altro defensive end con 6. Inoltre ne recuperò (uno dei quali ritornato in touchdown) oltre a un intercetto anch'esso ritornato in touchdown. Considerato un degno candidato per la convocazione al Pro Bowl, Avril invece fu superato da Jared Allen, Jason Pierre-Paul e Jason Babin.
Il 5 marzo 2012 i Lions applicarono sul giocatore la franchise tag per tenerlo nel Michigan anche nella stagione 2012, in cui disputò come titolare tutte le 16 partite, mettendo a segno 35 tackle e 9,5 sack.

### Seattle Seahawks
Il 13 marzo 2013, dopo essere diventato free agent, Avril firmò coi Seattle Seahawks un contratto biennale del valore di 15 milioni di dollari. Debuttò con la nuova maglia nella settimana 2 mettendo a segno un sack e forzando un fumble nella netta vittoria sui San Francisco 49ers. Il secondo sack lo mise a referto due settimane dopo nella vittoria ai supplementari sugli Houston Texans e il terzo nella settimana 7 contro gli Arizona Cardinals. Nella netta vittoria della settimana 11 sui Vikings con un sack su Christian Ponder arrivò a quota 6,5 in stagione, forzando anche un fumble a inizio gara recuperato dal compagno Clinton McDonald. Due settimane dopo mise a segno un sack su Drew Brees, forzando un fumble recuperato da Michael Bennett che lo ritornò in touchdown nella vittoria per 34-7 sui New Orleans Saints che consentì ai Seahawks di centrare matematicamente i playoff con quattro turni di anticipo.
Il 19 gennaio 2014, nella finale della NFC, i Seahawks in casa batterono gli odiati rivali di division dei 49ers qualificandosi per il secondo Super Bowl della loro storia, in una gara in cui Avril mise a segno un sack e forzò un fumble. Il 2 febbraio 2014, nel Super Bowl XLVIII contro i Denver Broncos, Seattle dominò dall'inizio alla fine della partita, vincendo per 43-8. Avril si laureò campione NFL mettendo a segno 3 tackle e contribuendo a far intercettare due volte Peyton Manning in una gara in cui la difesa di Seattle annullò l'attacco dei Broncos che nella stagione regolare aveva stabilito il record NFL per il maggior numero di punti segnati.

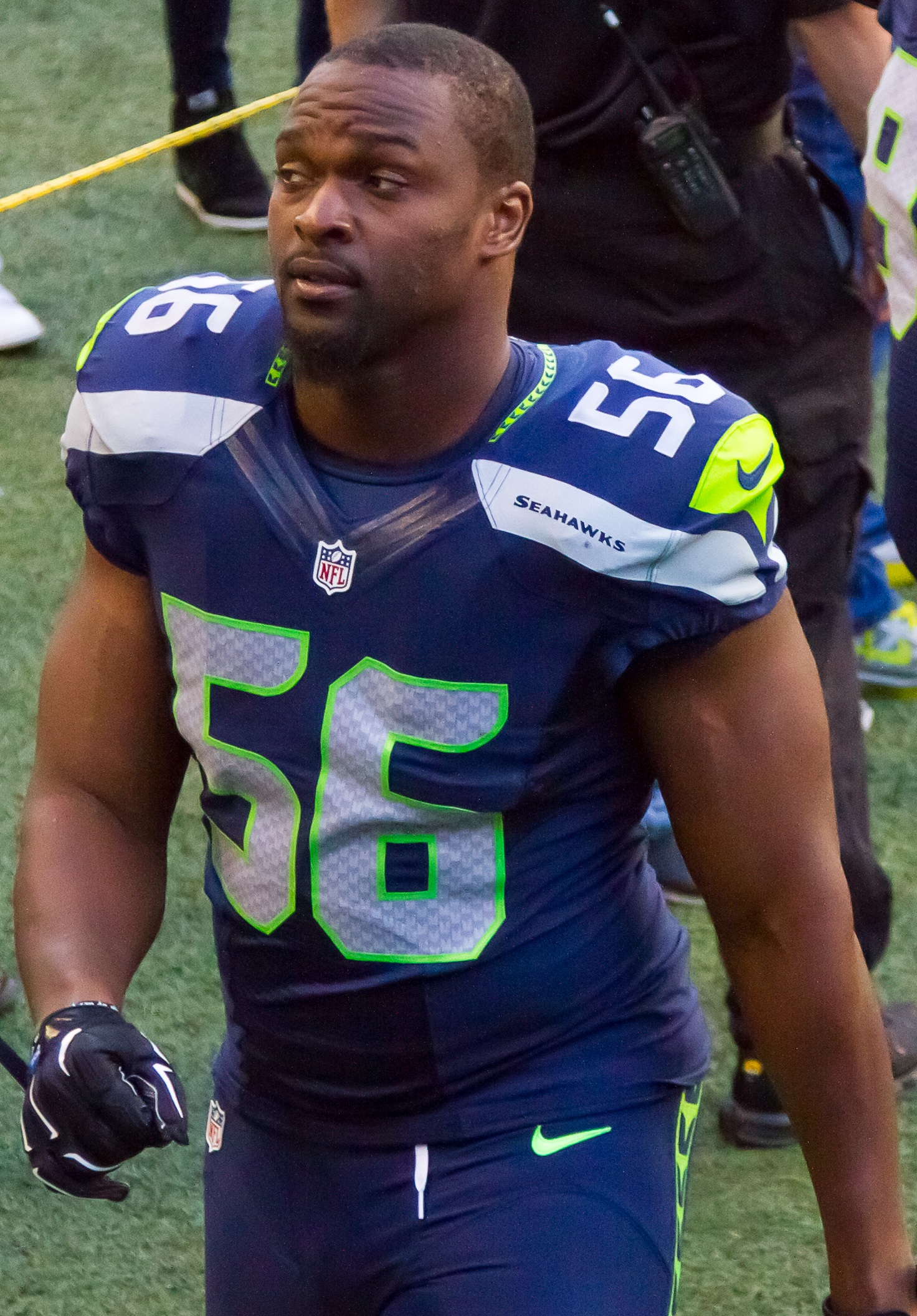
Avril nel 2015

Nella prima gara della stagione 2014, Avril mise subito a segno un sack su Aaron Rodgers nella vittoria dei campioni in carica sui Green Bay Packers. Il secondo lo fece registrare nella settimana 9, oltre a forzare un fumble, nella vittoria sui Raiders. Nel dodicesimo turno, Seattle batté Arizona, la squadra col miglior record della lega in quel momento, con Avril che mise a segno due sack su Drew Stanton, superando quota cinquanta in carriera. Quattro giorni dopo, nella gara del Giorno del Ringraziamento, ne fece registrare un altro, con i Seahawks che interruppero una striscia di cinque sconfitte consecutive in casa dei 49ers. Il 19 dicembre, Avril firmò con Seattle un rinnovo contrattuale quadriennale del valore di 28,5 milioni di dollari, inclusi 16 milioni garantiti. La sua stagione regolare si chiuse con 23 tackle, 5 sack e un fumble forzato. Il 10 gennaio 2015. nel secondo turno di playoff, Seattle ospitò i Panthers battendoli per 31-17 e qualificandosi per la finale della NFC, con Avril che mise a segno un sack su Cam Newton. Otto giorni dopo fece registrare l'unico sack dei suoi contro i Packers, andando a vincere ai supplementari e qualificandosi per il secondo Super Bowl consecutivo, poi perso contro i Patriots.
Nella settimana 11 del 2015, Avril mise a segno un massimo stagionale di 2 sack su Blaine Gabbert nella vittoria interna sui 49ers. La settimana successiva giunse a quota 60 in carriera. La sua annata si chiuse al secondo posto nella squadra con 9 sack, giocando tutte le 16 gare come titolare.
Dopo le gare dell'ottobre 2016, Avril fu premiato come difensore della NFC del mese, in cui trascinò la difesa di Seattle con 6,5 sack. Nel Monday Night Football della settimana 8, con 1,5 sack su Tyrod Taylor dei Buffalo Bills superò quota 70 in carriera. Con altri 1,5 nella vittoria della settimana 15 che diede a Seattle la certezza del terzo titolo di division in quattro anni, Avril superò il proprio primato stagionale di 11 stabilito nel 2011. A fine stagione fu convocato per il primo Pro Bowl in carriera dopo avere guidato Seattle in sack e fumble forzati. Altri due sack li mise a segno su Matthew Stafford nel primo turno di playoff vinto per 26-6 contro i suoi ex Detroit Lions.
Il 18 ottobre 2017, Avril fu inserito in lista infortunati a causa di un infortunio subito nella settimana 4 contro gli Indianapolis Colts, chiudendo la sua stagione.
Il 4 maggio 2018 Avril fu svincolato dai Seahawks dopo avere fallito un test fisico. Nei suoi cinque anni con la squadra mise a segno 33,5 sack e forzò 16 fumble.

## Palmarès

### Franchigia
- Super Bowl : 1

Seattle Seahawks: Super Bowl XLVIII
- National Football Conference Championship: 2

Seattle Seahawks: 2013, 2014

### Individuale
- Convocazioni al Pro Bowl: 1

2016
- Difensore della NFC del mese: 1

ottobre 2016
- All-Rookie Team - 2008
- 50 migliori giocatori del 50º anniversario dei Seahawks